# Ивановка (Воскресенский район)
Ивановка — деревня в Воскресенском районе Московской области. Входит в состав Белоозёрского городского поселения. Население — 188 чел. (2010).

## История
Первое упоминание о деревне датируется около 1862 года. Основана деревня была немцем Иваном Беком, служивший при царском дворе. За хорошую работу он и был награждён этими территориями и деревня получила название в честь его основателя, как было модно в то время. Позже, после его смерти, его сыном были образованы соседние деревни — Михалёво, Надеждино, Александровка (сейчас не существует).
До 1939 года Ивановка была центром Ивановского сельсовета.

## Расположение
Расположена в непосредственной близости к железнодорожной платформе Радуга железной дороги Москва — Рязань. Через деревню проходит шоссе из Воскресенска до деревни Малышево. Вплотную к деревне со стороны Москвы примыкает Виноградовское лесничество.
Расстояние от административного центра поселения Белоозёрский — 3,5 км. Расстояние от административного центра района Воскресенск — 25 км.
От Воскресенска до Ивановки можно доехать на автобусе № 40.

## Население
| 1926 | 2002 | 2010 |
| ---- | ---- | ---- |
| 344  | ↘227 | ↘188 |